# 福建省罗源第一中学
福建省罗源第一中学，简称罗源一中，创立于1942年，是位于中华人民共和国福建省福州市罗源县的省一级达标高级中学